# Аца Станојевић
Алекса „Аца” Станојевић  (Књажевац, 1852 — 1947) био је српски и југословенски политичар. Један од оснивача Народне радикалне странке.

## Биографија
Станојевић је један од оснивача Народне радикалне странке 1881. године и противник режима Милана Обреновића. Оптужен за учешће у Тимочкој буни 1883. и у Чебинчевој афери 1894. године био је приморан да бежи из земље. Уз свог кума, Николу Пашића био је најистакнутија личност Радикалне странке. На суђењу за Ивањдански атентат проглашен је невиним.
Више пута биран је за народног посланика и председника Народне скупштине. После смрти Николе Пашића 1926. године изабран је за председника Главног одбора и вођу странке. Државни удар краља Александра и шестојануарски режим 1929. године није подржао. На крају Другог светског рата је приступио Народном фронту. Аца Станојевић умро је 1947. године, сахрањен је у родном Књажевцу уз највеће државне почасти.

## Музеј Вука и Доситеја
Делфа Иванић је у својим Успоменама оставила запис како је у јулу-августу 1930.-1931. године у Липику упорно, данима утицала да Аца Станојевић не руши зграду која је данас Музеј Вук и Доситеја. Он је то планирао и као општински одборник града Београда у своме
реферату поднео је предлог, да се ради регулације улице сруши зграда Музеја Доситеја и Вука, а она се због културних разлога противила таквој његовој одлуци. На крају ју је послушао и обећао јој, да ће се при повратку у Београд повући та одлука, што се и десило. Њени аргументи су били да се свуда у културном свету, љубоморно чувају такви споменици културе, и по цену уређења улица. Навела му је као класичан пример у Франкфурту на Мајни – Хајнеову виршларницу, коју су Немци љубоморно чували и сачували је као њихов културни споменик, иако је била на сред улице. Око овог предлога Аце, Делфа се са њим скоро сваког дана жучно препирала. Доказивала је да би то била велика грешка и наша велика срамота, ако би се тај предлог његов прихватио и извршио. Сматрала је да би то био грех према нашој народној култури.